# والهالا (كارولاينا الجنوبية)
والهالا (بالإنجليزية: Walhalla, South Carolina)‏ هي مدينة تقع في الولايات المتحدة في كارولاينا الجنوبية. يقدر عدد سكانها بـ 3,801 نسمة ومساحتها 9.7 كم2 وترتفع عن سطح البحر 315 متر.

## التركيبة السكانية
حدّد مكتب تعداد الولايات المتحدة بيانات التركيبة السكانية لوالهالا في تعداد الولايات المتحدة. في ما يلي، التركيبة السكانية حسب تعدادي 2000 و2010.

### تعداد عام 2000
بلغ عدد سكان والهالا 3,801 نسمة بحسب تعداد عام 2000، وبلغ عدد الأسر 1,558 أسرة وعدد العائلات 1,029 عائلة مقيمة في المدينة. في حين سجلت الكثافة السكانية 371.9 نسمة لكل كيلومتر مربع (963.2/ميل2). وبلغ عدد الوحدات السكنية 1,705 وحدة بمتوسط كثافة قدره 166.8 لكل كيلومتر مربع (432.0/ميل2).
وتوزع التركيب العرقي للمدينة بنسبة 83.19% من البيض و6.92% من الأمريكيين الأفارقة و0.32% من الأمريكيين الأصليين و0.32% من الأمريكيين ذوي الأصول الآسيوية و0.18% من سكان جزر المحيط الهادئ و7.66% من الأعراق الأخرى و1.42% من عرقين مختلطين أو أكثر و15.36% من الهسبانيون أو اللاتينيون من أي عرق.
بلغ عدد الأسر 1,558 أسرة كانت نسبة 34% منها لديها أطفال تحت سن الثامنة عشر تعيش معهم، وبلغت نسبة الأزواج القاطنين مع بعضهم البعض 45.2% من أصل المجموع الكلي للأسر، ونسبة 16.7% من الأسر كان لديها معيلات من الإناث دون وجود شريك، بينما كانت نسبة 4.2% من الأسر لديها معيلون من الذكور دون وجود شريكة وكانت نسبة 34% من غير العائلات. تألفت نسبة 30.9% من أصل جميع الأسر من عدة أفراد يعيشون في نفس المنزل ونسبة 15.6% كانت تتألف من شخص يعيش بمفرده يبلغ من العمر 65 عاماً أو أكثر. وبلغ متوسط حجم الأسرة المعيشية 2.40، أما متوسط حجم العائلات فبلغ 2.98.
بلغ العمر الوسطي للسكان 36.5 عاماً. وكانت نسبة 25.7% من القاطنين تحت سن الثامنة عشر، وكانت نسبة 8% بين الثامنة عشر والرابعة والعشرين عاماً، ونسبة 26.7% كانت واقعةً في الفئة العمرية ما بين الخامسة والعشرين والرابعة والأربعين عاماً، ونسبة 22.3% كانت ما بين الخامسة والأربعين والرابعة والستين، ونسبة 15.7% كانت ضمن فئة الخامسة والستين عاماً فما فوق. يوجد لكل 100 أنثى 89.6 ذكر، ويوجد لكل 100 أنثى في الثامنة عشر من عمرها فما فوق 80.2 ذكر.
بلغ متوسط دخل الأسرة في المدينة 29,063 دولارًا، أما متوسط دخل العائلة فبلغ 34,184 دولارًا. وكان متوسط دخل الذكور 28,445 دولارًا مقابل 21,106 دولارًا للإناث. وسجل دخل الفرد الخاص بالمدينة 15,691 دولارًا. وكانت نسبة 14.1% من العائلات ونسبة 17.2% من السكان تحت خط الفقر، وكان من هؤلاء نسبة 21.5% تحت سن الثامنة عشر ونسبة 15% في الخامسة والستين من العمر وما فوق.

### تعداد عام 2010
بلغ عدد سكان والهالا 4,263 نسمة بحسب تعداد عام 2010، وبلغ عدد الأسر 1,625 أسرة وعدد العائلات 1,072 عائلة مقيمة في المدينة. في حين سجلت الكثافة السكانية 417.1 نسمة لكل كيلومتر مربع (1,080.3/ميل2). وبلغ عدد الوحدات السكنية 1,852 وحدة بمتوسط كثافة قدره 181.2 لكل كيلومتر مربع (469.3/ميل2).
وتوزع التركيب العرقي للمدينة بنسبة 76.24% من البيض و5.98% من الأمريكيين الأفارقة و0.45% من الأمريكيين الأصليين و0.80% من الأمريكيين ذوي الأصول الآسيوية و0.02% من سكان جزر المحيط الهادئ و14.31% من الأعراق الأخرى و2.21% من عرقين مختلطين أو أكثر و22.54% من الهسبانيون أو اللاتينيون من أي عرق.
بلغ عدد الأسر 1,625 أسرة كانت نسبة 37.8% منها لديها أطفال تحت سن الثامنة عشر تعيش معهم، وبلغت نسبة الأزواج القاطنين مع بعضهم البعض 41.7% من أصل المجموع الكلي للأسر، ونسبة 19.6% من الأسر كان لديها معيلات من الإناث دون وجود شريك، بينما كانت نسبة 4.7% من الأسر لديها معيلون من الذكور دون وجود شريكة وكانت نسبة 34% من غير العائلات. تألفت نسبة 30.2% من أصل جميع الأسر من عدة أفراد يعيشون في نفس المنزل ونسبة 14.5% كانت تتألف من شخص يعيش بمفرده يبلغ من العمر 65 عاماً أو أكثر. وبلغ متوسط حجم الأسرة المعيشية 2.52، أما متوسط حجم العائلات فبلغ 3.13.
بلغ العمر الوسطي للسكان 34.7 عاماً. وكانت نسبة 27.8% من القاطنين تحت سن الثامنة عشر، وكانت نسبة 9.8% بين الثامنة عشر والرابعة والعشرين عاماً، ونسبة 26.3% كانت واقعةً في الفئة العمرية ما بين الخامسة والعشرين والرابعة والأربعين عاماً، ونسبة 21.7% كانت ما بين الخامسة والأربعين والرابعة والستين، ونسبة 14.4% كانت ضمن فئة الخامسة والستين عاماً فما فوق. وتوزع التركيب الجنسي للسكان بنسبة 48.9% ذكور و51.1% إناث.

## أعلام
- دل برات